# Carl Gottfried Neumann
Carl Gottfried Neumann (7. května 1832 Königsberg – 27. března 1925 Lipsko) byl německý matematik, který pracoval na Dirichletově principu a na integrálních rovnicích. Byl jedním ze zakladatelů Mathematische Annalen v roce 1869.
Studoval na univerzitě v Královci, kde jeho otec byl profesorem fyziky. Od roku 1831 zde učil a roku 1844 byl jmenován profesorem. Roku 1858 se stal soukromým docentem v Halle. Roku 1863 byl jmenován mimořádným profesorem. Roku 1919 byl jmenován členem matematicko-fyzikální sekce Saské akademie věd v Lipsku.